# Premi César 2003

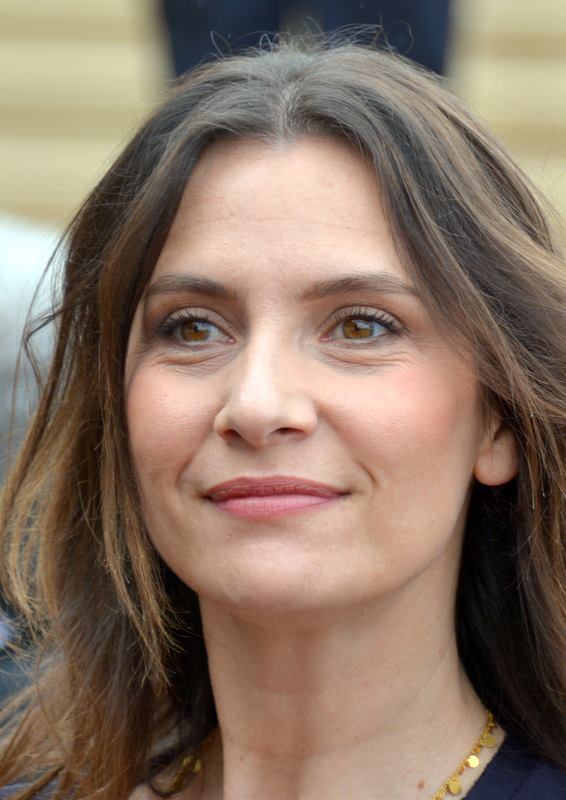
Géraldine Pailhas presentatrice della cerimonia

La cerimonia di premiazione della 28ª edizione dei Premi César si è svolta il 22 febbraio 2003 al Théâtre du Châtelet di Parigi. È stata presentata da Géraldine Pailhas e trasmessa da Canal+. Per la prima volta, eccezionalmente non ha avuto un presidente, ma è stata dedicata alla memoria del produttore Daniel Toscan du Plantier, presidente dell'Académie des arts et techniques du cinéma, scomparso appena una decina di giorni prima, durante il Festival di Berlino.
Il film che ha ottenuto il maggior numero di candidature (dodici) è stato 8 donne e un mistero (8 Femmes) di François Ozon (che non ha poi vinto neppure un premio), mentre il film che ha vinto il maggior numero di premi (sette) è stato Il pianista (The Pianist) di Roman Polański.

## Vincitori e candidati
I vincitori sono indicati in grassetto, a seguire gli altri candidati.

### Miglior film
- Il pianista (The Pianist), regia di Roman Polański
- Amen. (Amen), regia di Constantin Costa-Gavras
- L'appartamento spagnolo (L'auberge espagnole), regia di Cédric Klapisch
- Essere e avere (Être et avoir), regia di Nicolas Philibert
- 8 donne e un mistero (8 Femmes), regia di François Ozon

### Miglior regista
- Roman Polański - Il pianista (The Pianist)
- Costa-Gavras - Amen. (Amen)
- Cédric Klapisch - L'appartamento spagnolo (L'auberge espagnole)
- François Ozon - 8 donne e un mistero (8 Femmes)
- Nicolas Philibert - Essere e avere (Être et avoir)

### Miglior attore
- Adrien Brody - Il pianista (The Pianist)
- Daniel Auteuil - L'avversario (The adversaire)
- François Berléand - Mon idole
- Bernard Campan - Il ricordo di belle cose (Se souvenir de belles choses)
- Mathieu Kassovitz - Amen. (Amen)

### Miglior attrice
- Isabelle Carré - Il ricordo di belle cose (Se souvenir de belles choses)
- Fanny Ardant - 8 donne e un mistero (8 Femmes)
- Ariane Ascaride - Marie-Jo e i suoi due amori (Marie-Jo et ses deux amours)
- Juliette Binoche - Jet Lag (Décalage horaire)
- Isabelle Huppert - 8 donne e un mistero (8 Femmes)

### Migliore attore non protagonista
- Bernard Le Coq - Il ricordo di belle cose (Se souvenir de belles choses)
- François Cluzet - L'avversario (The adversaire)
- Gérard Darmon - Asterix e Obelix - Missione Cleopatra (Astérix & Obélix: Mission Cléopâtre)
- Jamel Debbouze - Asterix e Obelix - Missione Cleopatra (Astérix & Obélix: Mission Cléopâtre)
- Denis Podalydès - Baciate chi vi pare (Embrassez qui vous voudrez)

### Migliore attrice non protagonista
- Karin Viard - Baciate chi vi pare (Embrassez qui vous voudrez)
- Dominique Blanc - C'est le bouquet!
- Danielle Darrieux - 8 donne e un mistero (8 Femmes)
- Emmanuelle Devos - L'avversario (The adversaire)
- Judith Godrèche - L'appartamento spagnolo (L'auberge espagnole)

### Migliore promessa maschile
- Jean-Paul Rouve - Monsieur Batignole
- Lorànt Deutsch - 3 zéros
- Morgan Marinne - Il figlio (Le fils)
- Gaspard Ulliel - Baciate chi vi pare (Embrassez qui vous voudrez)
- Malik Zidi - Un moment de bonheur

### Migliore promessa femminile
- Cécile De France - L'appartamento spagnolo (L'auberge espagnole)
- Émilie Dequenne - Une femme de ménage
- Mélanie Doutey - Le frère du guerrier
- Marina Foïs - Filles perdues, cheveux gras
- Ludivine Sagnier - 8 donne e un mistero (8 Femmes)

### Migliore sceneggiatura originale o miglior adattamento
- Costa-Gavras e Jean-Claude Grumberg - Amen. (Amen)
- Michel Blanc - Baciate chi vi pare (Embrassez qui vous voudrez)
- Ronald Harwood - Il pianista (The Pianist)
- Cédric Klapisch - L'appartamento spagnolo (L'auberge espagnole)
- François Ozon e Marina de Van - 8 donne e un mistero (8 Femmes)

### Migliore fotografia
- Paweł Edelman - Il pianista (The Pianist)
- Patrick Blossier - Amen. (Amen)
- Jeanne Lapoirie - 8 donne e un mistero (8 Femmes)

### Miglior montaggio
- Nicolas Philibert - Essere e avere (Être et avoir)
- Hervé de Luze - Il pianista (The Pianist)
- Francine Sandberg - L'appartamento spagnolo (L'auberge espagnole)

### Migliore scenografia
- Allan Starski - Il pianista (The Pianist)
- Arnaud de Moleron - 8 donne e un mistero (8 Femmes)
- Emile Ghigo - Laissez-passer
- Hoang Thanh At - Asterix e Obelix - Missione Cleopatra (Astérix & Obélix: Mission Cléopâtre)

### Migliori costumi
- Philippe Guillotel, Tanino Liberatore e Florence Sadaune - Asterix e Obelix - Missione Cleopatra (Astérix & Obélix: Mission Cléopâtre)
- Pascaline Chavanne - 8 donne e un mistero (8 Femmes)
- Anna B. Sheppard - Il pianista (The Pianist)

### Migliore musica
- Wojciech Kilar - Il pianista (The Pianist)
- Armand Amar - Amen. (Amen)
- Antoine Duhamel - Laissez-passer
- Krishna Levy - 8 donne e un mistero (8 Femmes)

### Miglior sonoro
- Jean-Marie Blondel, Gérard Hardy e Dean Humphreys - Il pianista (The Pianist)
- Dominique Gaborieau e Pierre Gamet - Amen. (Amen)
- Pierre Gamet, Benoît Hillebrant e Jean-Pierre Laforce - 8 donne e un mistero (8 Femmes)

### Miglior film straniero
- Bowling a Columbine (Bowling for Columbine), regia di Michael Moore
- Ebbro di donne e di pittura (Chihwaseon), regia di Kwon-taek Im
- La città incantata (Sen to Chihiro no kamikakushi), regia di Hayao Miyazaki
- Minority Report, regia di Steven Spielberg
- Ocean's Eleven - Fate il vostro gioco (Ocean's Eleven), regia di Steven Soderbergh

### Migliore opera prima
- Il ricordo di belle cose (Se souvenir de belles choses), regia di Zabou Breitman
- Carnages, regia di Delphine Gleize
- Filles perdues, cheveux gras, regia di Claude Duty
- Irène, regia di Ivan Calbérac
- Mon idole, regia di Guillaume Canet

### Miglior film dell'Unione europea
- Parla con lei (Hable con ella), regia di Pedro Almodóvar
- Gosford Park, regia di Robert Altman
- Sweet Sixteen, regia di Ken Loach
- 11 settembre 2001 (11'9"01 September 11), regia di Youssef Chahine, Amos Gitai, Alejandro González Iñárritu, Shōhei Imamura, Claude Lelouch, Ken Loach, Samira Makhmalbaf, Mira Nair, Idrissa Ouédraogo, Sean Penn e Danis Tanović
- L'uomo senza passato (Mies vailla menneisyyttä), regia di Aki Kaurismäki

### Miglior cortometraggio
- Peau de vache, regia di Gérald Hustache-Mathieu
- Candidature, regia di Emmanuel Bourdieu
- Ce vieux rêve qui bouge, regia di Alain Guiraudie
- Squash, regia di Lionel Bailliu

### Premio César onorario
- Bernadette Lafont
- Spike Lee
- Meryl Streep